# Wikipédia en pontique
Wikipédia en grec pontique, créée en 2009, est une édition linguistique de l'encyclopédie libre Wikipédia, rédigée en grec pontique (ποντιακά), une langue grecque minoritaire parlée principalement par les descendants des Grecs du Pont, originaires des régions côtières de la mer Noire.

## Historique
Le projet a été lancé dans le but de contribuer à la préservation linguistique et à la valorisation culturelle du grec pontique, une langue en danger dont l'usage quotidien a fortement diminué au cours du XXe siècle. L'édition est accessible à l'adresse pnt.wikipedia.org, avec le code linguistique pnt reconnu par l'ISO 639-3.

## Statistiques
Au 14 août 2025, l'édition en pontique contient 490 articles et compte 11 816 contributeurs, dont 11 contributeurs actifs et 1 administrateur.
Ces chiffres témoignent d'une communauté réduite mais engagée, principalement composée de passionnés de la langue et de la culture pontique.

## Contenu
Les sujets abordés incluent :
- La langue grecque pontique et ses variantes dialectales
- L'histoire des Grecs du Pont
- Des figures historiques et culturelles pontiques
- Des articles traduits depuis d'autres éditions de Wikipédia

La majorité des contributions sont réalisées par des passionnés, des linguistes ou des membres de la diaspora pontique.

## Objectifs
Cette édition vise à :
- Documenter la langue pontique dans un format accessible et collaboratif
- Encourager les locuteurs et les apprenants à utiliser et enrichir le contenu
- Promouvoir la culture pontique à l'échelle internationale

## Particularités linguistiques
Le grec pontique possède des caractéristiques phonétiques, grammaticales et lexicales distinctes du grec moderne. L'écriture utilisée est l'alphabet grec, parfois adapté pour refléter les sons spécifiques du dialecte.